# Shamash Patera
La Shamash Patera è una struttura geologica della superficie di Io.